# Allgemeine musikalische Zeitung

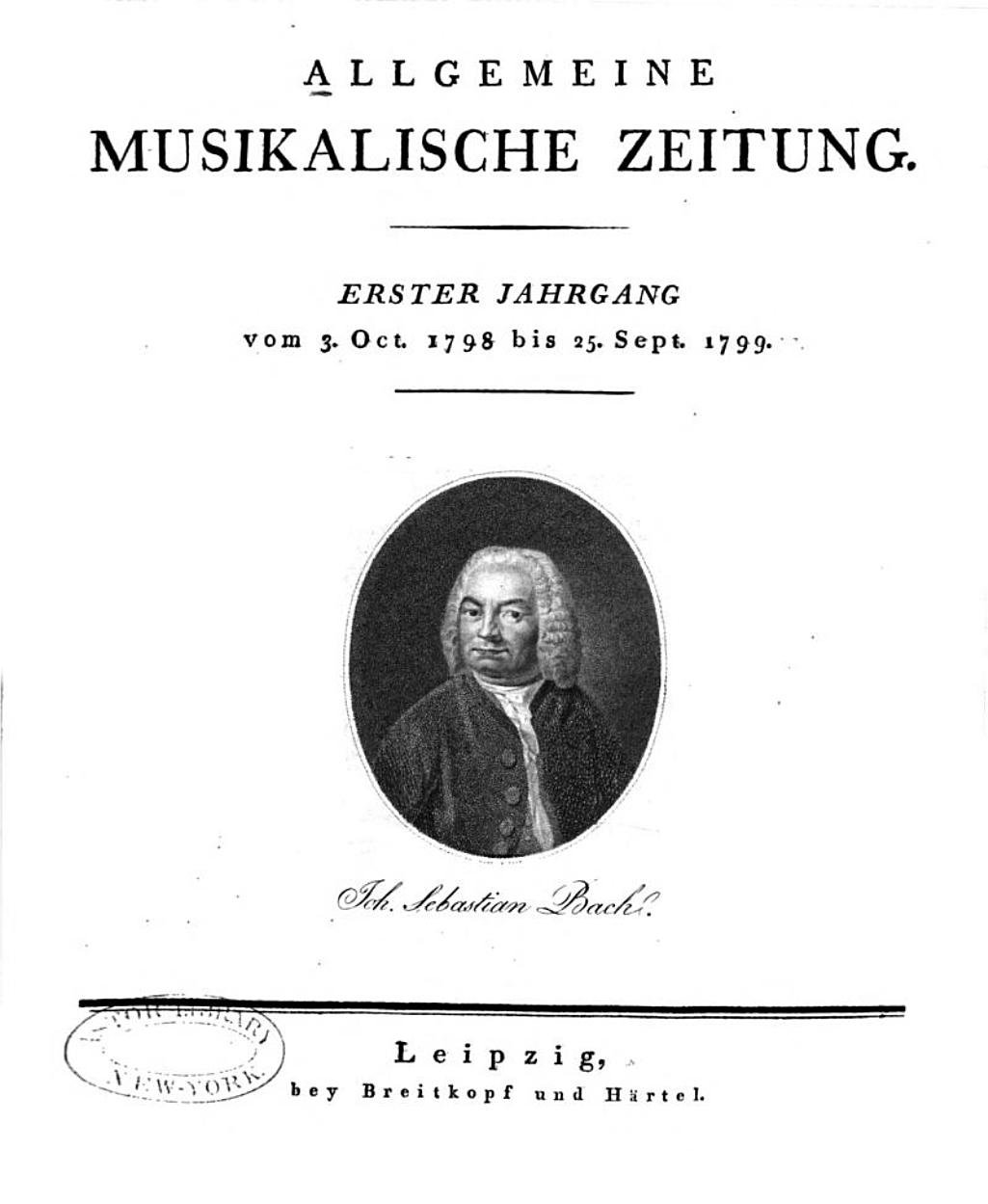
Página de rosto do primeiro volume, mostrando um retrato de J.S. Bach.

O Allgemeine musikalische Zeitung (Jornal de Música Geral) foi um periódico em língua alemã publicado nos séculos XVIII e XIX. Comini (2008) o chamou de "o mais importante periódico musical de língua alemã de seu tempo". Ele resenhava eventos musicais ocorrendo em muitos países, concentrando-se nas nações de língua alemã, mas também cobrindo França, Itália, Rússia, Grã-Bretanha e até ocasionalmente a América.

## História
O periódico apareceu em duas séries: uma revista semanal publicada entre 1798 e 1848, e uma versão ressuscitada que durou de 1866 a 1882. A editora foi Breitkopf &amp; Härtel em Leipzig para o primeiro período de publicação e para os três primeiros anos do segundo período; no restante de sua história, o periódico foi publicado pela J. Reiter-Biedermann. Por um tempo durante a segunda era foi chamado de Leipziger Allgemeine musikalische Zeitung ("AmZ de Leipzig").
Muito material importante apareceu na revista, incluindo a primeira versão serializada da biografia de Joseph Haydn de Georg August Griesinger, e artigos do estudioso Gustav Nottebohm e do crítico Eduard Hanslick. A revista empregou o famoso crítico E.T.A. Hoffmann e publicou sua influente resenha da Quinta Sinfonia de Beethoven. Tanto Robert Schumann quanto Franz Liszt publicaram na revista.

### Editores
Os editores do Allgemeine musikalische Zeitung durante seu primeiro período de 50 anos foram:
- Johann Friedrich Rochlitz, pelos primeiros vinte anos; ele continuou a contribuir com material para outros dezessete.
- Gottfried Christoph Härtel, o proprietário da editora da revista, anonimamente assumindo a editoria da revista por dez anos
- Gottfried Wilhelm Fink, que editou por quatorze anos
- Carl Ferdinand Becker, um organista de Leipzig, em 1842
- Moritz Hauptmann, cantor na Igreja de St. Thomas, Leipzig em 1843
- um hiato de três anos sem um editor
- Johann Christian Lobe, nos últimos dois anos e meio.

### Répertoire international de la presse musicale
O Répertoire international de la presse musicale publicou volumes em ambas as séries:
- Ole Hass, Allgemeine musikalische Zeitung 1798–1848. 14 vol. Répertoire International de la Presse Musicale (Baltimore, Maryland: RIPM, 2009).[4]
- Karl Kügle, Allgemeine musikalische Zeitung 1863–1882. 7 vol. Répertoire International de la Presse Musicale (Ann Arbor, Michigan: UMI, 1995.[5]